# Ligne orange du métro de Montréal
 (janvier 2017).
Si vous disposez d'ouvrages ou d'articles de référence ou si vous connaissez des sites web de qualité traitant du thème abordé ici, merci de compléter l'article en donnant les références utiles à sa vérifiabilité et en les liant à la section « Notes et références ».
Cet article concerne la ligne du métro de Montréal. Pour l'album du groupe  Mes Aïeux, voir La Ligne orange.
Pour les articles homonymes, voir Ligne orange et Ligne 2.
La ligne orange (ou ligne 2) est une des quatre lignes du métro de Montréal dans la province de Québec. Elle est la ligne la plus importante du réseau quant à sa longueur, son achalandage et son nombre de stations. Faisant partie du réseau initial de 1966, la ligne orange est prolongée en 1980, 1986 et 2007. Avec la ligne jaune, elle est la seconde ligne à se rendre au-delà du territoire de l'île de Montréal, permettant ainsi la desserte de la ville de Laval. La ligne orange dessert les quartiers montréalais d'Ahuntsic, de Villeray, de la Petite Italie, La Petite-Patrie, du Plateau Mont-Royal, Centre-Sud, Latin, du Vieux-Montréal, Chinois, du Centre-ville, de la Petite-Bourgogne, Saint-Henri, de Notre-Dame-de-Grâce, de Côte-des-Neiges et de Saint-Laurent. La ligne dessert également les quartiers lavallois de Pont-Viau et Laval-des-Rapides.

## Histoire

### Chronologie
- 14 octobre 1966 : ouverture du tronçon Henri-Bourassa-Place-d'Armes ;
- 6 février 1967 : ouverture de la station Square-Victoria–OACI, à l'ouest de Place-d'Armes ;
- 13 février 1967 : ouverture de la station Bonaventure, à l'ouest de Square-Victoria ;
- 28 avril 1980 : prolongement à l'ouest de Bonaventure jusqu'à Place-Saint-Henri ;
- 7 septembre 1981 : prolongement au nord de Place-Saint-Henri jusqu'à Snowdon ;
- 4 janvier 1982 : prolongement au nord de Snowdon jusqu'à Côte-Sainte-Catherine ;
- 29 juin 1982 : prolongement au nord de Côte-Sainte-Catherine jusqu'à Plamondon ;
- 9 janvier 1984 : prolongement au nord de Plamondon jusqu'à Du Collège ;
- 3 novembre 1986 : prolongement au nord de Du Collège jusqu'à Côte-Vertu ;
- 28 avril 2007 : prolongement au nord d'Henri-Bourassa jusqu'à Montmorency.

### Origines
La ligne devait à l'origine aller de Crémazie à Place-d'Armes. Les travaux débutent le 23 mai 1962 sur la rue Berri, au sud de la rue Jarry. En novembre de la même année, Montréal apprend qu'elle sera l'hôte de l'exposition universelle de 1967. Afin de répondre à la demande anticipée de déplacement pour l'exposition, la décision est prise le 6 août 1963 d'ajouter les stations Sauvé et Henri-Bourassa au nord et les stations Square-Victoria–OACI et Bonaventure au sud.
Le 14 octobre 1966, la ligne ouvre entre Henri-Bourassa et Place-d'Armes. L’achèvement des autres sections est retardé de plusieurs mois. La section de Place-d'Armes à Square-Victoria–OACI ouvre le 6 février 1967, suivie par la station Bonaventure le 13 février.

### Les premiers prolongements
Avant même l'inauguration du réseau initial, des prolongements sont proposés un peu partout, dont dans l'ouest de Montréal. Dans son plan d’urbanisme de 1967, intitulé "Horizon 2000", la ville de Montréal prévoyait achever, d'ici la fin du siècle, un réseau de près de 160 kilomètres (99 mi). Le 12 février 1971, le conseil de la Communauté urbaine de Montréal autorisait un montant d'emprunt de 430 millions de dollars pour effectuer les prolongements du métro. Ce montant est porté à 665 millions en 1973, puis à 1,6 milliard en 1975. Ce plan de prolongement incluait les coûts du prolongement de la ligne orange vers l'ouest sur une longueur de 20,5 km, pour un total de 16 nouvelles stations, ainsi que la construction d'un nouveau garage. La station terminus, de Salaberry, devait être en correspondance avec la gare Bois-Franc.
À la suite de cette explosion des coûts, le gouvernement, en plein scandale de dépassement des coûts des installations des Jeux olympiques de Montréal, va imposer un moratoire sur les prolongements de métro en 1976. En 1979, le ministre des Transports, Denis de Belleval, propose de terminer le métro à la station Du Collège et prolonger le reste de la ligne en surface. Ce plan de transport sera refusé par les maires de la communauté urbaine de Montréal. Le moratoire sera levé en février 1981, lors d'une nouvelle entente qui approuve la construction d'une seule station supplémentaire, Côte-Vertu, la station Du Collège étant inappropriée pour jouer le rôle d'un terminus.
La construction des stations Poirier, de Salaberry et du garage du même nom sont abandonnés. Cependant, le panneau déjà construit de poste du poste de commande centralisé (PCC) du métro de Montréal afficha, jusqu’à son remplacement en 2012, l'emplacement de ces deux stations non construites.

### Prolongement à Laval
Le prolongement du métro de Montréal vers Laval est un projet d'extension de la ligne orange du métro de Montréal vers l'Île Jésus. Le projet consistait à creuser un tunnel sous la rivière des Prairies et à construire trois stations de métro à Laval.
Inauguré le 26 avril 2007, le projet a été financé intégralement par le gouvernement du Québec, qui a mandaté l'Agence métropolitaine de transport (AMT) pour sa réalisation. La Société de transport de Montréal (STM) agit à titre de sous-traitant désigné pour l'AMT en étant responsable de l'implantation des équipements fixes.

#### Portée du projet

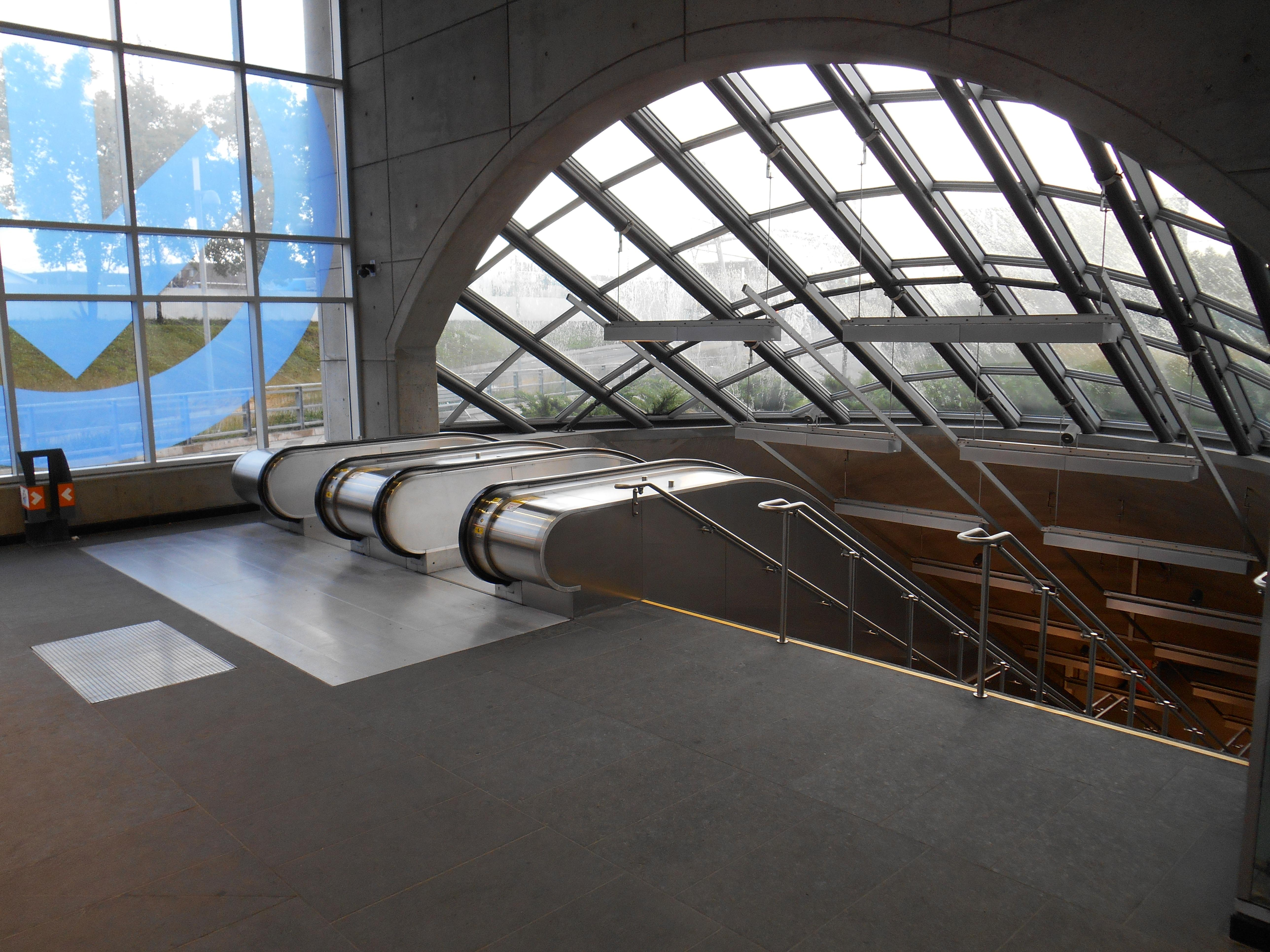
Édicule de la station De la Concorde, ouverte au public le 28 avril 2007.

Le projet consiste à ajouter trois stations au métro de Montréal, prolongeant la ligne orange au-delà de la station de métro Henri-Bourassa. Ces trois stations sont, dans l'ordre:
- Cartier
- De la Concorde
- Montmorency, à proximité du collège Montmorency et du campus de Laval de l'Université de Montréal.

#### Mise en place
L’Agence métropolitaine de transport présente le projet définitif de prolongement du métro à Laval en avril 2000. En juin 2000, le gouvernement du Québec confirme la mise en oeuvre du prolongement du métro à Laval, puis lance le processus d'appel d'offres en janvier 2001. L’Agence métropolitaine de transport annonce dans un communiqué du 10 mai 2001 que c'est le consortium SGTM  qui prendra en charge les travaux. La société Keolis fait partie du consortium. Les premiers appels d'offres de construction sont lancés en février 2002. Le 18 mars 2002, les dignitaires ont procédé au coup d’envoi des travaux de prolongement du métro à Laval.
L'inauguration du métro a eu lieu le 26 avril 2007, après la fin des travaux et une période d'essai. Il a été ouvert le samedi 28 avril 2007.
Le projet d'une longueur de 4,9 km (5,2 km incluant l'arrière-gare à la station Montmorency), atteint un coût d'environ 143,27 millions de dollars par kilomètre, ce qui est très légèrement en dessous de la moyenne des travaux de métro dans les autres grandes villes [réf. nécessaire]. La somme totale des coûts à ce jour est de 757,4 millions de dollars, incluant 12,4 millions de dollars qui ont servi en 2008 à la construction d'un édicule à la station Cartier ouvert au début de 2009 [réf. nécessaire].

#### Controverse
En 1998, le gouvernement du Parti québécois (PQ) décidait de prolonger le métro vers Laval. Le gouvernement libéral qui lui a succédé a accusé le gouvernement péquiste d'avoir englouti une grosse part des fonds publics dans la construction du métro. Peu de temps après, le Parti québécois répliqua que tous les dépassements de coûts du projet sont survenus depuis la venue au pouvoir du Parti libéral du Québec. Ce dernier répliqua enfin que les contrats furent signés par le PQ et que celui-ci avait malmené la population en lui faisant croire que le futur métro n'allait coûter que 179 millions de dollars pour la totalité du projet, soit une somme irréaliste pour un tel prolongement. Le projet annoncé en 2001 par le gouvernement de Bernard Landry était bien différent du projet de la STCUM de 1998 qui ne comptait qu'une seule station lavalloise. Le second projet, celui de 2001, comptait trois stations, dont une intermodale. Les sommes annoncés étaient alors de l'ordre de 350 millions de dollars, mais ne comportait pas tous les ajouts autorisés par le gouvernement libéral à la suite de son élection en avril 2003. Le métro est encore l'argument de bien des débats sur la gestion des gouvernements du Québec.
Les données démontrent que les coûts totaux, tels que cités plus haut, n'ont pas dépassé la moyenne des coûts de projets similaires dans d'autres métropole du monde. Toutefois, la version finale du projet, telle que réalisée, ne correspond pas à la première estimation du projet.
Certains éléments ont été rajoutés pour toutes sortes de raisons opérationnelles :
- La station De la Concorde, intermodale avec la ligne de train de banlieue de Saint-Jérôme.
- Le troisième quai en direction de Laval à Henri-Bourassa.
- Le déménagement de l'école des pompiers du métro.
- Les 5 stations auxiliaires - Cégep Montmorency, Parc Cluny, Parc Saint-Claude, Boulevard des Prairies et le parc Jeanne-Sauvé (Montréal) - pour respecter les nouvelles normes de sécurité de 1989 qui requièrent des sorties de secours tous les 750 mètres en tunnel.
- Le déplacement des égouts collecteurs sous le boulevard Cartier ouest.

Tandis que d'autres éléments ont été enlevés ou réduits pour contrôler les coûts :
- Un deuxième édicule à la station Cartier (qui sera complété plus tard en 2008-2009)
- Un stationnement multi-étagé à la station Montmorency.

## Tracé et stations
| Ligne 2 - orange Montmorency De la Concorde Cartier Henri-Bourassa Sauvé Crémazie Jarry Jean-Talon Beaubien Rosemont Laurier Mont-Royal Sherbrooke Berri-UQAM Champ-de-Mars Place-d'Armes Square-Victoria–OACI Bonaventure Lucien-L'Allier Georges-Vanier Lionel-Groulx Place-Saint-Henri Vendôme Villa-Maria Snowdon Côte-Sainte-Catherine Plamondon Namur De la Savane Du Collège Côte-Vertu |

La ligne orange mesure 30,0 kilomètres de long et comprend 31 stations. Comme tout le réseau montréalais elle est entièrement souterraine, ce qui en fait l'un des plus longs tunnels du monde.
La ligne part de la station-terminus Côte-Vertu, au nord-ouest de la ville de Montréal. Elle descend vers le sud presque en ligne droite vers Lionel-Groulx, où elle se dirige vers l'est, au sud du centre-ville. Après Champ-de-Mars, la ligne se dirige à nouveau vers le nord, jusqu'à Henri-Bourassa. Après une faible pente pour éviter la voie d'accès du garage Saint-Charles, la ligne passe sous la rivière des Prairies pour rejoindre la ville de Laval. Finalement, après la station Cartier, la ligne se dirige vers le nord-ouest jusqu'à la station terminus, Montmorency.

### Organisation
Considérant sa longueur, cette ligne du Métro de Montréal est la seule dont certains trains ne parcourent pas l’entièreté de celle-ci. La station Henri-Bourassa est le terminus alternatif de ces trains en question.
En effet, certains trains au départ de la station Côte-Vertu ont comme terminus d’arrivée la station Henri-Bourassa[réf. souhaitée] et les autres trains ont comme terminus d’arrivée la station Montmorency. Ainsi, seuls les trains ayant comme terminus d’arrivée la station Montmorency desservent les stations Cartier, De La Concorde et Montmorency, en Direction Montmorency.[réf. souhaitée]
À direction inverse, certains trains ayant la station Côte-Vertu comme terminus d'arrivée ont la station Montmorency[réf. souhaitée] comme station d'origine et les autres trains ont la station Henri-Bourassa comme station d'origine.[réf. souhaitée] Ainsi, seuls les trains ayant comme station d'origine Montmorency desservent les stations Montmorency, De La Concorde et Cartier, en Direction Côte-Vertu.[réf. souhaitée]
De plus, le matin, deux trains au départ de la station Henri-Bourassa ont comme terminus d’arrivée la station Montmorency, et ne proviennent donc pas de la station Côte-Vertu. Ces trains effectuent donc un départ spécial de la station Henri-Bourassa.[réf. souhaitée]

### Liste des stations
| Station (correspondances)                                               | Inauguration                                                            | Odonyme                                   | Origine du nom                                                                                 |
| ----------------------------------------------------------------------- | ----------------------------------------------------------------------- | ----------------------------------------- | ---------------------------------------------------------------------------------------------- |
|                                                                         |                                                                         |                                           |                                                                                                |
| Côte-Vertu                                                              | 3 novembre 1986                                                         | Boulevard de la Côte-Vertu                | Notre-Dame-de-la-Vertu, nom du quartier au XVIIIe siècle                                       |
| Du Collège                                                              | 9 janvier 1984                                                          | Rue du Collège                            | Cégep de Saint-Laurent                                                                         |
| De la Savane                                                            | 9 janvier 1984                                                          | Rue de la Savane                          | Savane, mot local                                                                              |
| Namur                                                                   | 9 janvier 1984                                                          | Rue Namur                                 | Namur, Belgique                                                                                |
| Plamondon                                                               | 29 juin 1982                                                            | Avenue Plamondon                          | Antoine Plamondon, artiste Rodolphe Plamondon, poète                                           |
| Côte-Sainte-Catherine                                                   | 4 janvier 1982                                                          | Chemin de la Côte-Sainte-Catherine        | Côte Sainte-Catherine, nom utilisé au XVIIIe siècle pour Outremont                             |
| Snowdon ligne 5 - bleue                                                 | 7 septembre 1981 (ligne orange) 4 janvier 1988 (ligne bleue)            | Quartier Snowdon, Rue du même nom         | Nom d'un propriétaire terrien                                                                  |
| Villa-Maria                                                             | 7 septembre 1981                                                        | École secondaire Villa Maria              | Forme latine de Ville-Marie, ancien nom de Montréal                                            |
| Vendôme trains de banlieue d'Exo                                        | 7 septembre 1981                                                        | Avenue de Vendôme                         | Les ducs de Vendôme                                                                            |
| Place-Saint-Henri                                                       | 28 avril 1980                                                           | Place Saint-Henri                         | Église paroissiale au nom de Henri II, pour commémorer le père Henri-Auguste Roux              |
| Lionel-Groulx ligne 1 - verte                                           | 28 avril 1980 (ligne orange) 3 septembre 1978 (ligne verte)             | Avenue Lionel-Groulx                      | Lionel Groulx, historien québécois                                                             |
| Georges-Vanier                                                          | 28 avril 1980                                                           | Boulevard Georges-Vanier                  | Georges Vanier, 19e Gouverneur général du Canada                                               |
| Lucien-L'Allier trains de banlieue d'Exo                                | 28 avril 1980                                                           | Rue Lucien-L'Allier                       | Lucien L'Allier, ingénieur et concepteur du métro                                              |
| Bonaventure trains de banlieue d'Exo Réseau express métropolitain (REM) | 13 février 1967                                                         | Place Bonaventure                         | Gare Bonaventure Ancienne rue Bonaventure Bonaventure de Bagnorea, Franciscain                 |
| Square-Victoria–OACI                                                    | 6 février 1967                                                          | Square Victoria                           | Reine Victoria, OACI                                                                           |
| Place-d'Armes                                                           | 14 octobre 1966                                                         | Place d'Armes                             | Lieu historique                                                                                |
| Champ-de-Mars                                                           | 14 octobre 1966                                                         | Parc Champ-de-Mars                        | Terrain d'exercices militaires                                                                 |
| Berri-UQAM ligne 1 - verte ligne 4 - jaune                              | 14 octobre 1966 (lignes orange et verte) 28 avril 1967 (ligne jaune)    | Rue Berri Université du Québec à Montréal | Nom donné par Migeon de Branssat en 1669, origine inconnue                                     |
| Sherbrooke                                                              | 14 octobre 1966                                                         | Rue Sherbrooke                            | John Sherbrooke, Gouverneur général de l'Amérique du Nord britannique                          |
| Mont-Royal                                                              | 14 octobre 1966                                                         | Avenue du Mont-Royal                      | Le mont Royal                                                                                  |
| Laurier                                                                 | 14 octobre 1966                                                         | Avenue Laurier                            | Sir Wilfrid Laurier, 7e premier ministre du Canada                                             |
| Rosemont                                                                | 14 octobre 1966                                                         | Boulevard Rosemont Quartier Rosemont      | Nom donné par Ucal-Henri Dandurand pour sa mère, née Rose Phillips                             |
| Beaubien                                                                | 14 octobre 1966                                                         | Rue Beaubien                              | Famille importante                                                                             |
| Jean-Talon ligne 5 - bleue                                              | 14 octobre 1966 (ligne orange) 16 juin 1986 (ligne bleue)               | Rue Jean-Talon                            | Jean Talon, intendant de la Nouvelle-France                                                    |
| Jarry                                                                   | 14 octobre 1966                                                         | Rue Jarry                                 | Stanislas Blénier dit Jarry père, propriétaire terrien                                         |
| Crémazie                                                                | 14 octobre 1966                                                         | Boulevard Crémazie                        | Octave Crémazie, poète                                                                         |
| Sauvé Train de banlieue Exo                                             | 14 octobre 1966                                                         | Rue Sauvé                                 | Nom d'un propriétaire terrien                                                                  |
| Henri-Bourassa                                                          | 14 octobre 1966 (quais originaux) 28 avril 2007 (quai dir. Montmorency) | Boulevard Henri-Bourassa                  | Henri Bourassa, journaliste et homme politique                                                 |
| Cartier                                                                 | 28 avril 2007                                                           | Boulevard Cartier                         | Sir George-Étienne Cartier, homme politique et père de la confédération                        |
| De la Concorde trains de banlieue d'Exo                                 | 28 avril 2007                                                           | Boulevard de la Concorde                  | Place de la Concorde à Paris                                                                   |
| Montmorency                                                             | 28 avril 2007                                                           | Collège Montmorency                       | François de Montmorency-Laval, premier évêque de Québec et propriétaire de l'île Jésus (Laval) |

#### Accessibilité
Les premières stations du métro à être accessibles ont été celles construites lors du prolongement de la ligne orange vers Laval. En 2024, dix-huit stations de la ligne orange sont équipées d'ascenseurs, soit les stations Montmorency, De la Concorde, Cartier, Henri-Bourassa, Jean-Talon, Rosemont, Mont-Royal, Berri-UQAM, Champ-de-Mars, Place-d'Armes, Bonaventure, Lionel-Groulx, Place-Saint-Henri, Vendome, Villa-Maria, Snowdon, Du Collège et Côte-Vertu,.

### Ateliers
Les rames sont entreposées aux garages souterrains Saint-Charles, au nord de la station Henri-Bourassa, et Montmorency, au sud de la station du même nom. Elles sont entretenues au plateau d'Youville, raccordé à la ligne entre les stations Crémazie et Sauvé.
Un troisième garage, au sud-ouest de la station Côte-Vertu est en cours de réalisation. Il permettra d'accueillir des rames supplémentaires sur la ligne 2 pour augmenter la fréquence de passage de ces dernières.

## Projets d'extension
Il n'existe pas de projet d'extension approuvé, mais plusieurs sont proposés.

### Prolongement de la ligne orange
Le prolongement de la ligne orange à partir de la station Côte-Vertu jusqu'aux stations Poirier, Bois-Franc, Gouin, Chomedey, Notre-Dame, Saint-Martin, Souvenir et Le Carrefour est envisagé depuis les années 1970. Le tunnel est par ailleurs foré sur 900 mètres après la station Côte-Vertu lors du prolongement de la ligne dans les années 1980 (jusqu'à Bois-Franc). En 2016, le projet de Réseau express métropolitain (REM) ravive l'idée comme essentielle à l'interconnexion entre les réseaux via une station intermodale à Bois-Franc.
Lors de la présentation du budget 2008 de la ville de Laval, l'ancien maire Gilles Vaillancourt affirme que le métro devrait être allongé à partir de Côte-Vertu pour rejoindre la station Montmorency, afin de former une boucle. Dans la même année, la STM propose au bureau des prolongements sont plan de ligne orange circulaire en rajoutant 8 stations supplémentaires. 3 stations à Montréal et 5 stations à Laval[Quoi ?]. La station Saint Martin est prévue comme Terminus de la direction vers la Laval.
| Stations proposées                 | Intersections                                            | Correspondance             | Ville desservie |
| ---------------------------------- | -------------------------------------------------------- | -------------------------- | --------------- |
| Poirier                            | Rue Poirier et rue Grenet                                | Bus STM                    | Montréal        |
| Bois-Franc                         | Rue Dudemaine et rue Grenet                              | Bus STM et Gare Bois-Franc | Montréal        |
| Gouin                              | Rue Gouin et rue Grenet                                  | Bus STM                    | Montréal        |
| Chomedey                           | Rue Cartier et rue Chomedey                              | Bus STL                    | Laval           |
| Notre-Dame                         | Rue Notre-Dame et route 117                              | Bus STL                    | Laval           |
| Saint-Martin (Terminus)            | Rue Chomedey et rue Saint-Martin                         | Bus STL                    | Laval           |
| Souvenir                           | Boulevard Du Souvenir et autoroute Transcanadienne (15)  | Bus STL                    | Laval           |
| Le Carrefour (Terminus secondaire) | Boulevard Le Carrefour et autoroute Transcanadienne (15) | Bus STL                    | Laval           |